# بیلای استیل
بیلای استیل (انگلیسی: Bhilai Steel) شرکت دولتی فولاد هندی است، که در سال ۱۹۵۵ تأسیس شد.